# القانون السالي

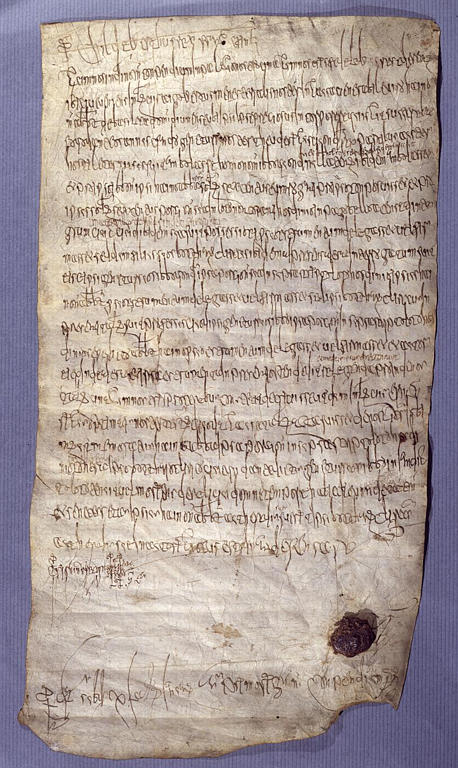
سجل قضاء بواسطة تشايلدبرت الثالث.

كان القانون السالي (باللاتينية: Lex Salica) يمثل الهيكل الرئيسي لقانون الفرنجة الذي يحكم إمبراطورية الفرنجة في ظل حكم ملوكهم أثناء فترة الفرنجة القدامى، وهي الفترة التي تعد مساوية تقريبًا للعصور الوسطى المبكرة، وكانت القوانين في صورة مكتوبة باللغة اللاتينية دونتها لجنة بتفويض من الملك. وتبقت عشرات المخطوطات التي يرجع تاريخها إلى القرن الثامن التي من المفترض أن تكون قد نُقحت في القرن السادس وعُدلت ثلاث مرات في أواخر القرن التاسع.
ولقد قدم القانون السالي تنظيمًا مكتوبًا لكل من القانون المدني، مثل التشريعات المنظمة التي تحكم الإرث، والخاص بالجرائم، مثل عقوبة القتل العمد. كان لهذا القانون تأثير على تقليد قانون التشريعات الذي امتد إلى العصور الحديثة في وسط أوروبا، خصوصًا في ولايات ألمانيا وفرنسا وبلجيكا وهولندا وأجزاء من إيطاليا والنمسا والمجر ورومانيا ومنطقة البلقان.